# Martin Hultman
Ulf Martin Hultman, född 4 oktober 1963, är en svensk VD, ekonom och tidigare barnskådespelare.
Hultman spelade huvudrollen i julkalendern Rulle på Rullseröd 1974 och hade därefter mindre roller i svenska filmer och TV-serier. I TV-serien Skeppsredaren spelade han 1979 mot bland andra Britt Ekland.
Hultman utbildade sig senare till ekonom och drev Café Höjden under 1990-talet. Han har bland annat varit koncernchef för Mornington Group AB, divisionschef för Strömma Turism & Sjöfart i Göteborg och VD på Ventrafiken. Hultman är sedan 2017 VD på Tetrafix AB.